# Mario Matt
Mario Matt (Flirsch, 9 april 1979) is een Oostenrijks voormalig alpineskiër, die gespecialiseerd was in de slalom. Hij is de oudere broer van freestyleskiër Andreas Matt. In 2014 won hij de olympische slalom.

## Carrière
Matt begon zijn carrière in het seizoen 1995/1996, sindsdien speelt hij wedstrijden mee op de onderdelen slalom, reuzenslalom en combinatie. Als junior behaalde Matt al aanzienlijke resultaten, maar zijn echte doorbraak beleefde hij door het wereldkampioenschap slalom in St.Anton (2001) te winnen. Op hetzelfde wereldkampioenschap behaalde hij een zilveren medaille op de combinatie.
In 2002 kwam Matt zwaar ten val tijdens een wedstrijd. Het duurde lang totdat hij weer bij de absolute wereldtop hoorde. Bij zijn eerste wedstrijd na de blessure in 2004 haalde hij gelijk het podium.
Het wereldkampioenschap van 2007 in Åre werd een groot succes voor Matt. Hij won hier een gouden medaille op de slalom en een gouden medaille in de landenwedstrijd.
In 2014 won hij de olympische slalom. Op 12 maart 2015 kondigde hij zijn afscheid van de topsport aan.

## Resultaten

### Wereldkampioenschappen
| Jaar | Plaats       | Resultaten                                     |
| ---- | ------------ | ---------------------------------------------- |
| 2001 | Sankt Anton  | Slalom · Combinatie                            |
| 2003 | Sankt Moritz | DNF1 Slalom                                    |
| 2005 | Bormio       | 11e Combinatie DNF1 Slalom                     |
| 2007 | Åre          | Slalom · Landenwedstrijd · 11e Supercombinatie |
| 2009 | Val-d'Isère  | DNF1 Slalom                                    |
| 2011 | Garmisch-P.  | 4e Slalom                                      |
| 2013 | Schladming   | Slalom                                         |

### Olympische Winterspelen
| Jaar | Plaats | Resultaten                 |
| ---- | ------ | -------------------------- |
| 2006 | Turijn | 34e Combinatie DNF1 Slalom |
| 2014 | Sotsji | Slalom                     |

### Wereldbeker
Eindklasseringen
| Seizoen   | Algm | SL     | RS  | SC  |
| --------- | ---- | ------ | --- | --- |
| 1999/2000 | 23e  | 4e     | -   | -   |
| 2000/2001 | 17e  | Brons  | -   | -   |
| 2001/2002 | 29e  | 8e     | 37e | -   |
| 2002/2003 | 91e  | 35e    | -   | -   |
| 2003/2004 | 23e  | 6e     | -   | -   |
| 2004/2005 | 29e  | 6e     | -   | -   |
| 2005/2006 | 36e  | 16e    | 23e | 32e |
| 2006/2007 | 5e   | Zilver | 25e | 11e |
| 2007/2008 | 10e  | 4e     | 15e | 29e |
| 2008/2009 | 29e  | 7e     | 40e | -   |
| 2009/2010 | 85e  | 31e    | -   | -   |
| 2010/2011 | 20e  | 4e     | -   | -   |
| 2011/2012 | 28e  | 7e     | -   | -   |
| 2012/2013 | 21e  | 6e     | -   | -   |
| 2013/2014 | 27e  | 6e     | -   | -   |
| 2014/2015 | 96e  | 29e    | -   | -   |

Wereldbekerzeges
| Datum            | Plaats                 | Onderdeel        |
| ---------------- | ---------------------- | ---------------- |
| 23 januari 2000  | Kitzbühel              | Slalom           |
| 9 maart 2000     | Schladming             | Slalom           |
| 19 december 2000 | Madonna di Campiglio   | Slalom           |
| 26 november 2001 | Aspen                  | Slalom           |
| 13 maart 2005    | Lenzerheide            | Slalom           |
| 14 januari 2007  | Wengen                 | Super combinatie |
| 25 februari 2007 | Garmisch-Partenkirchen | Slalom           |
| 4 maart 2007     | Kranjska Gora          | Slalom           |
| 6 januari 2008   | Adelboden              | Slalom           |
| 22 januari 2008  | Schladming             | Slalom           |
| 17 februari 2008 | Zagreb                 | Slalom           |
| 14 maart 2009    | Åre                    | Slalom           |
| 27 februari 2011 | Bansko                 | Slalom           |
| 6 maart 2011     | Kranjska Gora          | Slalom           |
| 15 december 2013 | Val-d'Isère            | Slalom           |